# Michèle Jacot
Michèle Jacot (Pont-de-Beauvoisin, 5 gennaio 1952) è un'ex sciatrice alpina francese, campionessa del mondo nella combinata a Val Gardena 1970 e vincitrice nella stessa stagione 1969-1970 della Coppa del Mondo generale (è stata la prima francese ad aggiudicarsi il trofeo) e di quella di slalom gigante.

## Biografia

### Carriera sciistica

#### Stagioni 1968-1970
Sciatrice polivalente, in Coppa del Mondo Michèle Jacot ottenne il primo risultato di rilievo il 25 gennaio 1968 nello slalom speciale di Saint-Gervais-les-Bains, classificandosi 8ª, e il 9 febbraio 1969 conquistò il primo podio vincendo lo slalom gigante di Vipiteno; in quella stagione 1968-1969 fu 2ª nella classifica della Coppa del Mondo di slalom gigante, superata dalla statunitense Marilyn Cochran di 4 punti.
Raggiunse l'apice della carriera nella stagione 1969-1970: quell'anno in Coppa del Mondo vinse la coppa di cristallo generale (con 35 punti di vantaggio sulla connazionale Françoise Macchi) e quella di slalom gigante (a pari merito con la Macchi), mentre in quella di slalom speciale fu 2ª (staccata di 10 punti dall'altra francese Ingrid Lafforgue). Ai Mondiali di Val Gardena 1970 si aggiudicò la medaglia d'oro nella combinata, quella di bronzo nello slalom speciale e si classificò 8ª nella discesa libera e 4ª nello slalom gigante.

#### Stagioni 1971-1976
Nella stagione 1970-1971 in Coppa del Mondo nonostante sette podi (quattro le vittorie tra le quali l'ultima della sua carriera, il 20 febbraio a Sugarloaf in slalom gigante) chiuse al 2º posto sia la classifica generale (staccata di 33 punti dall'austriaca Annemarie Moser-Pröll, vincitrice di quattro Coppe generali consecutive), sia quella di slalom gigante (superata dalla Moser-Pröll di 5 punti). L'anno dopo esordì ai Giochi olimpici invernali e a Sapporo 1972 fu 15ª nella discesa libera, 16ª nello slalom gigante e non concluse lo slalom speciale; il 3 marzo dello stesso anno salì per l'ultima volta sul podio in Coppa del Mondo, a Heavenly Valley in slalom speciale (2ª).
Ai Mondiali di Sankt Moritz 1974 vinse la medaglia d'argento nello slalom speciale e si classificò 15ª nella discesa libera; ottenne l'ultimo piazzamento in Coppa del Mondo il 22 marzo 1975 in Val Gardena in parallelo (7ª). L'anno dopo ai XII Giochi olimpici invernali di Innsbruck 1976, sua ultima presenza olimpica, si classificò 17ª nella discesa libera, 13ª nello slalom gigante e non concluse lo slalom speciale. In quella stessa stagione 1975-1976 vinse il titolo nazionale nella combinata, suo ultimo risultato agonistico.

### Altre attività

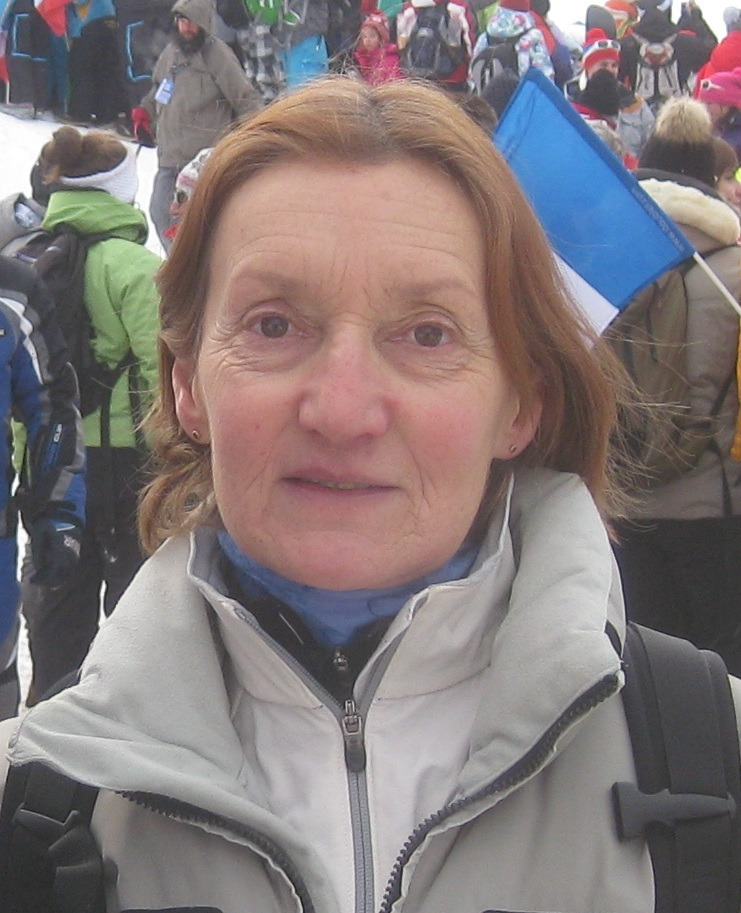
Michèle Jacot a Chamonix nel 2012

Dopo il ritiro si è stabilita a Chamonix e ha lavorato per la locale scuola di sci.

## Palmarès

### Mondiali
- 3 medaglie:
  - 1 oro (combinata a Val Gardena 1970)
  - 1 argento (slalom speciale a Sankt Moritz 1974)
  - 1 bronzo (slalom speciale[1] a Val Gardena 1970)

### Coppa del Mondo
- Vincitrice della Coppa del Mondo di sci alpino nel 1970
- Vincitrice della Coppa del Mondo di slalom gigante nel 1970
- 21 podi[2]:
  - 10 vittorie
  - 5 secondi posti
  - 6 terzi posti

#### Coppa del Mondo - vittorie
| Data             | Località         | Paese          | Specialità |
| ---------------- | ---------------- | -------------- | ---------- |
| 9 febbraio 1969  | Vipiteno         | Italia         | GS         |
| 14 marzo 1969    | Mont-Sainte-Anne | Canada         | GS         |
| 12 dicembre 1969 | Val-d'Isère      | Francia        | SL         |
| 4 gennaio 1970   | Oberstaufen      | Germania Ovest | GS         |
| 6 gennaio 1970   | Grindelwald      | Svizzera       | SL         |
| 27 febbraio 1970 | Vancouver        | Canada         | GS         |
| 8 gennaio 1971   | Oberstaufen      | Germania Ovest | GS         |
| 9 gennaio 1971   | Oberstaufen      | Germania Ovest | SL         |
| 20 gennaio 1971  | Schruns          | Austria        | DH         |
| 20 febbraio 1971 | Sugarloaf        | Stati Uniti    | GS         |

Legenda:

DH = discesa libera

GS = slalom gigante

SL = slalom speciale

### Campionati francesi
- 3 ori (combinata nel 1970; slalom gigante nel 1972; combinata nel 1976)[senza fonte]

## Statistiche

### Podi in Coppa del Mondo
| Stagione/Specialità | Discesa libera | Discesa libera | Discesa libera | Slalom gigante | Slalom gigante | Slalom gigante | Slalom speciale | Slalom speciale | Slalom speciale | Podi totali |
| ------------------- | -------------- | -------------- | -------------- | -------------- | -------------- | -------------- | --------------- | --------------- | --------------- | ----------- |
| Stagione/Specialità | 1º             | 2º             | 3º             | 1º             | 2º             | 3º             | 1º              | 2º              | 3º              | Podi totali |
| 1969                |                |                |                | 2              |                |                |                 |                 |                 | 2           |
| 1970                |                |                | 3              | 2              | 1              | 1              | 2               |                 | 1               | 10          |
| 1971                | 1              |                | 1              | 2              | 1              | 0              | 1               | 1               |                 | 7           |
| 1972                |                |                |                |                | 1              |                |                 | 1               |                 | 2           |
| 1973                |                |                |                |                |                |                |                 |                 |                 | 0           |
| 1974                |                |                |                |                |                |                |                 |                 |                 | 0           |
| 1975                |                |                |                |                |                |                |                 |                 |                 | 0           |
| 1976                |                |                |                |                |                |                |                 |                 |                 | 0           |
| Totale              | 1              | 0              | 4              | 6              | 3              | 1              | 3               | 2               | 1               | 21          |
| Totale              | 5              | 5              | 5              | 10             | 10             | 10             | 6               | 6               | 6               | 21          |